# Maladera bengalensis
Maladera bengalensis är en skalbaggsart som beskrevs av Brenske 1898. Maladera bengalensis ingår i släktet Maladera och familjen Melolonthidae. Inga underarter finns listade i Catalogue of Life.